# ساتيرة إيرانية
ساتيرة إيرانية (الاسم العلمي:Satyrus iranica) (بالإنجليزية: Iranian satyrus)‏ هي نوع من الحشرات يتبع جنس الساتيرة من فصيلة الحورائيات.